# Sarah Mbi Enow Anyang
Sarah Mbi Enow Anyang épouse Agbor, née le 2 mai 1969, professeure de littérature africaines et du Commonwealth, maître de conférences des universités de nationalité camerounaise et commissaire aux ressources humaines, à la science et à la technologie de la Commission de l'Union africaine.

## Biographie

### Enfance, études et débuts
Elle obtient sa maîtrise en langues et littératures anglaises/ lettres en 1995 à l'université d'Ibadan au Nigeria et le doctorat PhD en philosophie/Anglais Oyo state, Nigeria dans la même université. Sarah Anyang Agbor enseigne les littératures africaines et du Commonwealth. Elle est l'auteure de trois manuels et de plus de trente chapitres d'ouvrages évalués par des pairs et publications scientifiques.

### Carrière
La professeure Sara Anyang Agbor est présidente du conseil d'administration de FAWE Afrique (2021-2023). Elle est commissaire de l'Union africaine aux ressources humaines, à la science et à la technologie (élue en juillet 2017), dont les départements sont : éducation, jeunesse et développement des capacités, et science et technologie. Passionnée par son domaine, S.E. la professeure Anyang Agbor joue un rôle essentiel dans la promotion de la recherche et du développement et de la coopération interafricaine en matière d'éducation et de formation, encourageant l'autonomisation des jeunes et leur participation à l'intégration du continent. Avant de rejoindre la Commission de l'Union africaine, elle était vice-chancelière adjointe chargée de la recherche, de la coopération et des relations avec le monde des affaires (DVC-RCB) à l'Université de Bamenda, région du Nord-Ouest, au Cameroun. Elle a précédemment occupé les postes d'inspectrice des affaires académiques no 2 et no 1 au ministère de l'Enseignement supérieur du Cameroun (MINESUP). Elle était chargée de l'évaluation et du suivi des établissements d'enseignement supérieur au Cameroun en matière de leadership stratégique, de planification et de qualité académiques, d'enseignement et d'apprentissage. Elle a été point focal pour l'Université panafricaine, la Conférence des ministres de l'Éducation en Afrique (COMEDAF), la Conférence des ministres de l'Éducation du Commonwealth et l'UNESCO. De plus, elle a représenté le ministre camerounais de l'Enseignement supérieur à plusieurs titres. La professeure Sarah ANYANG AGBOR est camerounaise et professeure de littératures africaines et du Commonwealth. Entre 2009 et 2016, elle a enseigné dans les universités de Yaoundé et de Maroua.

## Prix et nomination
- En 2017 Mbi Enow Anyang Sarah Agbor devient commissaire aux ressources humaines, sciences et technologies au sein de la Commission de l’UA[6].
- Par le décret No 2018/075 du 29 janvier 2018, portant la nomination de Madame Sarah Mbi Enow Anyang Agbor au poste de directeur des affaires académiques à l'université de Buéa[7].